# Coelorinchus trunovi
Coelorinchus trunovi is een straalvinnige vissensoort uit de familie van rattenstaarten (Macrouridae). De wetenschappelijke naam van de soort is voor het eerst geldig gepubliceerd in 1994 door Iwamoto & Anderson.